# Gauliga Ostpreußen 1943/44
De Gauliga Ostpreußen 1943/44 was het elfde en laatste officiële voetbalkampioenschap van de Gauliga Ostpreußen.
VfB Königsberg werd kampioen en plaatste zich voor de eindronde om de Duitse landstitel. Königsberg versloeg LSV Mölders Krakau met 4:1 en verloor dan met zware 3:10 cijfers van Heeres SV Groß Born.
Seizoen 1944/45 werd nog begonnen met acht clubs, maar het seizoen werd voortijdig beëindigd na een handvol wedstrijden vanwege de zware omstandigheden in de Tweede Wereldoorlog, met name de hoofdstad Königsberg, die zwaar getroffen werd.  

## Eindstand
| Plaats | Club                          | Wed. | W  | G | V | Saldo | Ptn.  |
| ------ | ----------------------------- | ---- | -- | - | - | ----- | ----- |
| 1.     | VfB Königsberg                | 12   | 10 | 2 | 0 | 90:15 | 22:2  |
| 2.     | SV 05 Insterburg              | 12   | 6  | 2 | 4 | 43:39 | 14:10 |
| 3.     | SV 1910 Allenstein            | 12   | 6  | 2 | 4 | 29:33 | 14:10 |
| 4.     | MTV Ponarth                   | 12   | 6  | 1 | 5 | 43:48 | 13:11 |
| 5.     | Reichsbahn SG Königsberg      | 12   | 4  | 1 | 7 | 22:23 | 9:15  |
| 6.     | SV Prussia-Samland Königsberg | 12   | 3  | 1 | 8 | 21:50 | 7:17  |
| 7.     | Königsberger TSV              | 12   | 2  | 1 | 8 | 15:55 | 5:19  |

|  | Kampioen |